# جعفر بن علبة الحارثي
جعفر بن علبة الحارثي هو شاعر و فارس عربي عاصر الدولة الأموية والعباسية.

## النسب
جعفر بن علبة بن ربيعة بن عبد يغوث بن معاوية بن صلاءة بن المعقل بن كعب بن الحارث بن كعب حيث يعود نسبه إلى قبيلة بني الحارث بن كعب النجرانية ويكنى أبا عارم، وعارم ابن له ذکره في شعره عندما قال
و وردت کنیته في قول صدیقه ایاس بن زیاد یتوجع له:
وكان لجعفر من الإخوة إثنان، هما: جعد وماعز، وكان أبوه علبة شاعراً ذکره المرزباني في معجم الشعراء والبكري في سمط اللالی، وأمّه تدعى أم جعفر، وكانت شاعرة أيضاً، ولها في رثاء ابنها جعفر أبيات. ولجعفر أخت كانت متزوجة من السري بن عبد الله الهاشمي.

## نبذة
كان جعفر فارسًا و شاعرًا وقد قبض عليه و أودع سجن دوار في اليمامة فأنشد قصيدة شعرية تذكر معاناته، قال فيها
كما ذكر موطنه بنجران جنوب المملكة العربية السعودية في قصيدة قال فيها
و خدوراء هي موضع في بلاد بني الحارث بن كعب ذكره ياقوت في «معجم البلدان»

## شعره
يروى أن جعفر بن علبة الحارثي قد سكر فأخذه السلطان فحسبه، فأنشأ يقول في حبسه:

## ذكره لدى المؤرخين
من أوائل الذین ذکروه آبو المنذر هشام بن محمد ( ت 204 هـ) في کتابه نسب معد و الیمن الكبیر، و ابن درید (ت 321 هـ) في کتابه الاشتقاق. وذكره الأمدي (ت 371 هـ) في کتابه " المؤتلف والمختلف ". وقد وردت قصة جعفر وأخباره في القسم الضائع من المؤتلف والمختلف مع شعراء بني الحارث بن كعب.
و کان ابو تمام (ت 231 هـ ) قد استحسن ابیاتاً من شعر جعفر بن علبة، فأورد أربع مقطوعات من شعره في مختاراته ديوان الحماسة. وأوفى ترجمة لشاعرنا نجدها عند أبي الفرج الأصفهاني (ت 356هـ) في كتابه الأغاني فهو أول كتاب وصلتنا فيه ترجمة جعفر بن علبة بشكل أوفى مما نلقاه عند سابقيه ولاحقيه. وما جاء في كتابة " الأغاني " اختصره ابن واصل الحموي (ت 697 هـ ) في " تجرید الأغاني " و ابن منظور (ت 711 هـ) في مختار الأغاني والعباسي (ت 963 هـ) في کتابه " معاهد التنصیص ". و ترجم له من المتأخرین عبد القادر البغدادي (ت 1093 هـ) في كتابه " خزانة الأدب ".

## الوفاة
ذُكر أن جعفر قتل رجلًا من بني عقيل يدعى خشينة، فاستعدى بني عقيل عامل مكة زمن أبي جعفر المنصور، وأحضرت بنو عقيل خمسين رجلاً أقسموا أن جعفر بن عبلة الحارثي قتل خشينة، فأقاد منه السري بن عبد الله الهاشمي عامل المنصور على مكة وأقيم القصاص على جعفر بن علبة. وقد أورد أبو الفرج الأصفهاني لوالده علبة الحارثي أبياتاً في رثاء ابنه جعفر منها، قوله :

## المؤلفات
تم تأليف كتاب بعنوان "جَعفر بن عُلْبَةَ الحَارِثِي.. سِيرَتُهُ وما تبقى مِن شِعرِهِ" من قبل الباحث عباس هاني الجراخ و كتاب آخر "جعفر بن عُلبة الحارثي أخباره وما تبقّى من شعره" من قبل علي ارشيد المحاسنة.